# Pseudocloeon
Pseudocloeon is een geslacht van haften (Ephemeroptera) uit de familie Baetidae.

## Soorten
Het geslacht Pseudocloeon omvat de volgende soorten:
- Pseudocloeon balcanicum
- Pseudocloeon bellum
- Pseudocloeon boettgeri
- Pseudocloeon borneoensis
- Pseudocloeon boussoulium
- Pseudocloeon calcaratum
- Pseudocloeon cataractae
- Pseudocloeon chonganensis
- Pseudocloeon cleopatrae
- Pseudocloeon desertum
- Pseudocloeon difficile
- Pseudocloeon diffundum
- Pseudocloeon dipsicum
- Pseudocloeon elouardi
- Pseudocloeon fastigatum
- Pseudocloeon fulmeki
- Pseudocloeon geminatus
- Pseudocloeon glaucum
- Pseudocloeon grandiculum
- Pseudocloeon hypodelum
- Pseudocloeon inconspicuum
- Pseudocloeon inopinum
- Pseudocloeon insolitum
- Pseudocloeon involutum
- Pseudocloeon kalengoense
- Pseudocloeon kraepelini
- Pseudocloeon latum
- Pseudocloeon maiconis
- Pseudocloeon molawinense
- Pseudocloeon moriharai
- Pseudocloeon mtone
- Pseudocloeon multum
- Pseudocloeon necopinatum
- Pseudocloeon nigrovena
- Pseudocloeon numeratum
- Pseudocloeon obscurum
- Pseudocloeon operosum
- Pseudocloeon ordinatum
- Pseudocloeon palmyrae
- Pseudocloeon petersorum
- Pseudocloeon piscis
- Pseudocloeon plectile
- Pseudocloeon pulchellum
- Pseudocloeon purpurata
- Pseudocloeon rubellum
- Pseudocloeon sumigarense
- Pseudocloeon tenuicrinitum
- Pseudocloeon tuberpalpus
- Pseudocloeon ulmeri
- Pseudocloeon vinosum
- Pseudocloeon vitile
- Pseudocloeon vultosum
- Pseudocloeon xeniolum